# Mao, het onbekende verhaal
Mao, het onbekende verhaal (Engelse titel: Mao, The Unknown Story) is een biografie van de Chinese politicus Mao Zedong door schrijfster Jung Chang en haar echtgenoot en historicus Jon Halliday.
Het boek verscheen in 2005 in het Engels en verscheen in hetzelfde jaar in het Nederlands. Het was Jung Changs eerste boek sinds de publicatie van Wild Swans: Three Daughters of China in 1992. Er verliepen tien jaar tussen de conceptie van het boek en de uiteindelijke publicatie. Chang en Halliday verdeelden het onderzoek op basis van taal: Chang onderzocht bronnen in het Chinees; Halliday die in andere talen. Van die andere talen was Russisch de belangrijkste, vanwege de betrekkingen tussen Mao en Stalin.
De auteurs beschrijven hoe Mao echt zou geweest zijn, dus niet zoals hij door de propaganda van de Chinese overheid nog steeds wordt afgeschilderd. Jung Chang schrijft over de 70 miljoen doden die Mao op zijn geweten heeft en beschrijft hem en zijn regime als machtsbelust en gewelddadig. In Changs visie had Mao slechts tot doel China tot een supermacht te maken. In het boek wordt onder andere beschreven (gesteund door ooggetuigen en toentertijdse bewoners van het dorp Luding waarbij de brug lag) dat het gevecht om de brug over de Dadu tijdens de Lange Mars niet plaatsvond. Er lagen mogelijk over deze hangbrug deels geen (goede) planken en de Roden hebben deuren en doodskistdeksels geleend om op de brug te leggen. Het Rode Leger stak deze brug over zonder dat er ook maar één slachtoffer viel. Eerder had journalist en schrijver Edgar Snow op basis van verhalen van Mao en zijn medestanders deze oversteek voorgesteld als het hachelijkste incident van de Lange Mars.